# Liste des ducs de Berry
Pour les articles homonymes, voir Berry (homonymie).
 (juillet 2024).
Si vous disposez d'ouvrages ou d'articles de référence ou si vous connaissez des sites web de qualité traitant du thème abordé ici, merci de compléter l'article en donnant les références utiles à sa vérifiabilité et en les liant à la section « Notes et références ».

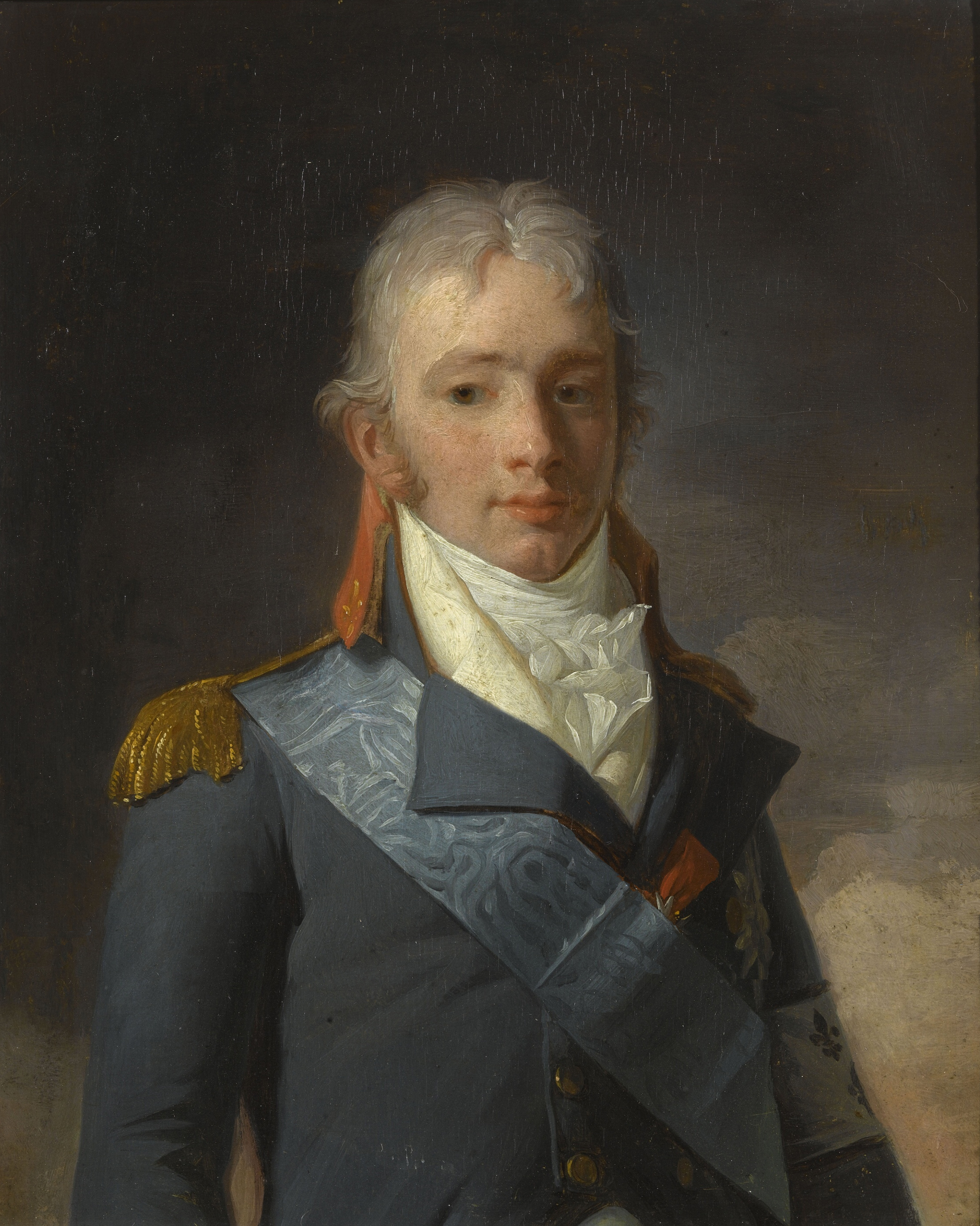
Charles-Ferdinand d'Artois, fils de Charles X, dernier titulaire du titre de duc de Berry

Ceci est une liste des ducs et duchesses de Berry.

## Maison de Valois (1360-1505)
- 1360-1416 : Jean de Berry, (1340-1416), comte de Poitiers.
- 1416-1417 : Jean de France, (1398-1417) dauphin de France, duc de Touraine.
- 1417-1422 : Charles VII, (1403-1461) dauphin de France en 1417, roi de France en 1422. (Pour échapper aux Bourguignons de Jean sans Peur qui tentaient de le capturer à Paris, il se réfugie à Bourges en 1418 à l'âge de 15 ans, avec l'aide des officiers de la couronne du Parti d'Armagnac, et il en fait sa capitale. Il meurt au château de Mehun-sur-Yèvre en 1461. Son fils aîné, le futur Louis XI, est né à Bourges en 1423).
- 1461-1465 : Charles de France (1446-1472), duc de Normandie (1465-1469) et de Guyenne (1469-1472), fils cadet du roi Charles VII et frère du roi Louis XI.
- 1498-1505 : Jeanne de France (1464-1505), fille de Louis XI de France et épouse répudiée de Louis XII de France ; canonisée en 1950.

## Maison de Valois - Angoulême (1517-1601)
- 1517-1549 : Marguerite de Navarre (1492-1549), duchesse d'Alençon, faite duchesse de Berry par le roi François Ier, son frère.
- 1549-1574 : Marguerite de Valois (1523-1574), sœur d'Henri II, devient duchesse de Berry après la mort de sa tante qui précède.
- 1574-1576 : Élisabeth d'Autriche, veuve du roi de France Charles IX.
- 1576-1584 : François de France (1555-1584), duc d'Alençon et frère du roi Henri III, reçoit le Berry en apanage.
- 1589-1601 : Louise de Lorraine (1553-1601), veuve du roi de France Henri III.

## Maison de Bourbon (1686-1820)
- 1686-1714 : Charles de France (1686-1714), troisième petit-fils de Louis XIV.
- 1754-1765 : Louis Auguste de France, futur Louis XVI, de sa naissance à la mort de son père le dauphin.
- 1778-1820 : Charles-Ferdinand d'Artois (1778-1820), fils cadet de Charles X, père du comte de Chambord, assassiné par Louvel.

## Titre de courtoisie
- Alphonse de Bourbon ( né le 28 mai 2010), fils de Louis de Bourbon, duc d'Anjou, prétendant légitimiste, est titré à sa naissance duc de Berry. Son frère jumeau aîné, Louis, est titré duc de Bourgogne[1]